# 姚広孝

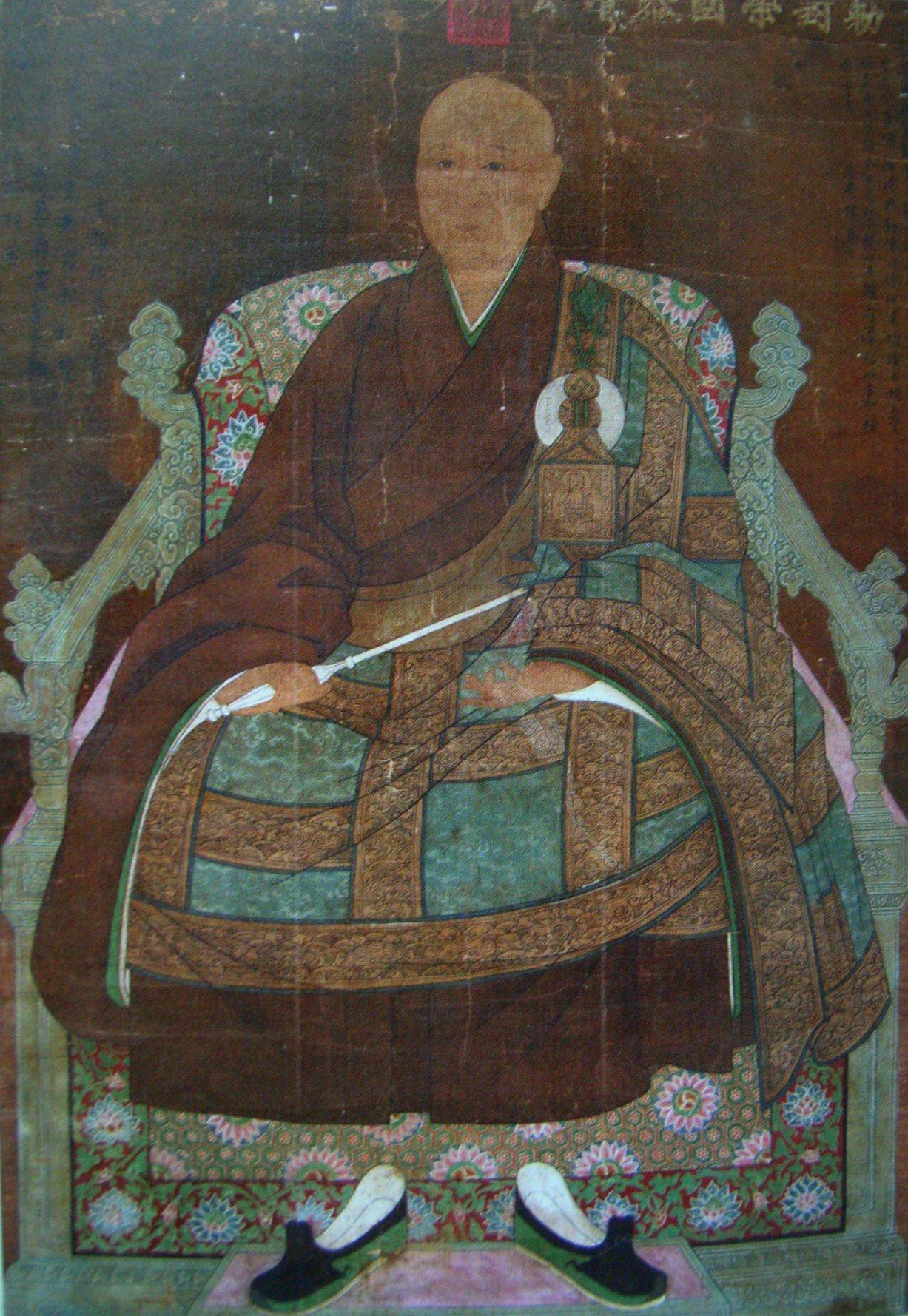
姚広孝

姚 広孝（よう こうこう、元統3年（1335年） - 永楽16年3月18日（1418年4月23日））は、明初の政治家・軍師・僧侶。道衍（どうえん）の名でも知られる。

## 人物
蘇州長洲県の出身。医者の家柄であったが、14歳に出家して密教を伝授された後、臨済宗に帰依し法名を道衍、号を独庵とし「独庵道衍禅師」と呼ばれた。また道士の石応真から陰陽術と占術を学んだ。洪武中期、朝廷では儒教の経典に精通した僧侶を呼んで礼部で試験を行わせた。このとき道衍は官職を受けず、洪武帝は僧侶の袈裟を下賜して帰した。洪武18年（1385年）、馬皇后の冥福を祈るため、高僧を招いて諸王を侍奉したのを機に道衍は洪武帝の四男の燕王朱棣（後の永楽帝）と会い、彼の軍師となった。以後、燕王の封地である北平に移住しており、慶寿寺の住持でありながら燕王と頻繁に隠密な謀議を交わした。
洪武帝の死後に即位した建文帝は諸王に対する削藩を強行し、これにより周王朱橚・斉王朱榑・湘王朱柏・代王朱桂・岷王朱楩などが連座され、庶人に降格または自決し、情勢は険しくなった。道衍は燕王に挙兵を進言した。これは、建文帝が燕王の勢力を疎んじていたらしく、燕王自身も建文帝の即位には不満だったらしいことから、彼が挙兵を進言したという。姚広孝はその軍師としての智謀をもってして建文帝軍を打ち破り、燕王を永楽帝として即位させた（靖難の変）。
即位した永楽帝から、靖難の変における第一の功臣と賞されて「広孝」と名を与えられ、太子少師として永楽帝から厚遇を受けた。永楽帝時期には「太祖実録」・「永楽大典」の編纂に従事する傍らで「道余録」など仏教擁護・浄土信仰に関する著作を多く残している。
永楽帝時期を通じて重用された大功臣であるが、靖難の変で建文帝を廃し、永楽帝のもとでも権勢を極めた第一人者であったため、故郷では家族から友人までもが、姚広孝に会うことを二度としなかったと言われている。

## 逸話
- 劉秉忠の死後、およそ100年を経て永楽帝のブレーンとなった姚広孝は彼の生まれ変わりとまで称された[1]。
- 燕王朱棣に初めて会った際、「あなたに白い帽子をかぶせましょう」と言ったという。「王」の字に「白」の字を乗せることで「皇」という字になるから、「あなたを王から皇帝にしてさし上げよう」という意味である。
- 晩年、故郷に錦を飾ろうと帰郷したが、姉も知人も面会を拒んだため、諦めて帰ろうとした際、家から飛び出してきた姉に「和尚は道を過てり」と罵られ、落胆して故郷を去ったという。当時の民間では靖難の変がどのように評価されていたかが分かるエピソードである。